# Allocosa gorontalensis
Allocosa gorontalensis là một loài nhện trong họ wolfspinnen (Lycosidae).
Loài này thuộc chi Allocosa. Allocosa gorontalensis được Anna Maria Sibylla Merian miêu tả năm 1911.